# التسلسل الزمني لتاريخ الشرق الأوسط
التسلسل الزمني لتاريخ الشرق الأوسط يحاول هذا الجدول الزمني جمع الأحداث التاريخية الهامة التي وقعت في أو أدت إلى ظهور قوى في الشرق الأوسط. الشرق الأوسط هو الإقليم الذي يضم حاليا مصر ودول الخليج العربي وإيران والعراق وفلسطين وقبرص وشمال قبرص والأردن ولبنان وعمان والسعودية وسوريا وتركيا والإمارات العربية المتحدة واليمن. لم يبرز الشرق الأوسط بخصائصه الخاصة حتى أواخر الألفية الثانية. ويستخدم مصطلح الشرق الأدنى القديم للإشارة إلى مفهوم مشابه لمفهوم الشرق الأوسط الحالي ولكن في الزمن الغابر.
والجدول أدناه هو قائمة للتسلسل الزمني لتاريخ الشرق الأوسط. وللحصول على معلومات تفصيلية، راجع مقالات حول تاريخ فرادى البلدان. انظر الشرق الأدنى القديم لتاريخ الشرق الأوسط القديم.

## العصر الحجري الحديث
- 10000 ق.م: ظهور أقدم محميات العصر الحجري الحديث بموقع غوبيكلي تيبي في جنوب تركيا.
- 9300 ق.م: أول زراعة قمح ثنائي الحبة البري في نتيف هجدود وغيرها من المواقع في الأردن من الصيادين وجامعي الثمار.[1]

### الألفية التاسعة ق.م
- 9000 - 7000 ق.م – أول استئناس للأغنام في بلاد ما بين النهرين.
- 8500 ق.م – أول تدجين للبقر (حسب خط تورين من الأرخص بالقرب من شايونو تيبيسي في جنوب شرق تركيا وشمال العراق).[2]
- 8400 - 8100 ق.م – أول مستوطنة نيفالي تشوري في تركيا
- 8200 - 7650 ق.م – أول زراعة لقمح ثنائي الحبة المستأنس بالقرب من دمشق سوريا

### الألفية الثامنة ق.م
- 8000 ق.م – مستوطنات بشرية في ساغالاسوس جنوب غرب تركيا
- 8000 ق.م – أول استئناس للماعز من فصيلة بازن في إيران
- 8000 ق.م – أول زراعة لقمح وحيد الحبة المستأنس بالقرب من قرجاداغ في جنوب شرق تركيا
- 8000 ق.م – أول زراعة لقمح صلب المستأنس بالقرب من قرجاداغ في الشام ومرتفعات إثيوبيا
- 7500 ق.م – كانت مستوطنة جاتال هويوك كبيرة جدًا من العصر الحجري الحديث والعصر النحاسي في جنوب الأناضول
- 7000 ق.م – جرمو أول مجتمع زراعي في العالم في شمال العراق

### الألفية السابعة ق.م
- 7000 - 6500 ق.م – بداية ظهور فخار غير مزخرف وغير مطلي في حسونة بالعراق.
- 6000 - 4000 ق.م – اكتشاف عجلة الفخار في بلاد مابين النهرين

### الألفية السادسة ق.م
- 6000 ق.م – بداية الري والتحكم بالفيضانات في بلاد ما بين النهرين ومصر.
- 6000 - 4300 ق.م – أول القارب الشراعي في بلاد ما بين النهرين.[3]
- 5600 ق.م – فيضانات البحر الأسود حسب نظرية طوفان البحر الأسود.
- 5509 ق.م – نشأة الخلق حسب التقويم البيزنطي.
- 5500 ق.م – أول زراعة واسعة النطاق للسومريين وفي وادي النيل.
- 5100 ق.م – أول معبد في جنوب بلاد ما بين النهرين.

### الألفية الخامسة ق.م
- 4500 ق.م – بدء المدنية في شوشان وكيش في بلاد الرافدين.
- 4570 - 4250 ق.م –ظهور حضارة مرمدة بني سلامة في النيل.
- 4400 - 4000 ق.م – ظهور حضارة البداري في النيل.
- 4000 ق.م – أول استخدام للمحاريث الخشبية الخفيفة في بلاد الرافدين.
- 4000 ق.م – اكتشاف المصريون صناعة الخبز باستخدام الخميرة.

## الشرق الأدنى القديم

### الألفية الرابعة ق.م

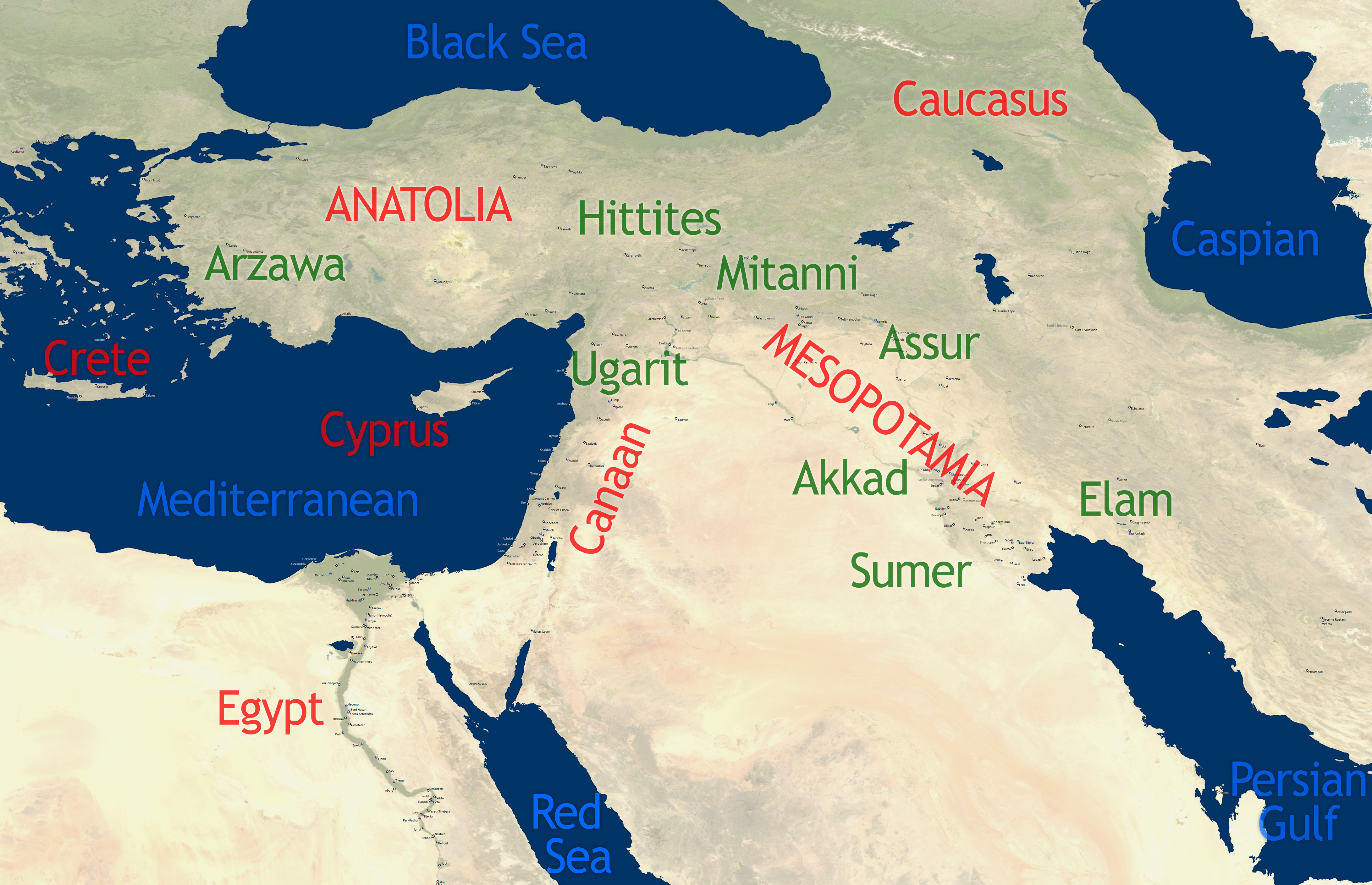
خريطة عامة للشرق الأدنى القديم

- 4000 - 3000 ق.م – دجن الحمار البري الأفريقي في مصر أو بلاد الرافدين، مما انتج الحمار المستأنس.
- 4000 ق.م – نشأة مدينة أور في بلاد الرافدين.
- 4000 - 3100 ق.م – حقبة أوروك.
- 4000 - 3000 ق.م – حضارة نقادة في النيل.
- 3760 ق.م – نشأة الخلق وفقا لبعض تفسيرات التسلسل الزمني اليهودي.
- 3600 ق.م – أول حضارة مدنية في العالم: سومر (دولة مدينة) في جنوب العراق.[4]
- 3500 - 3000 ق.م – أول ظهور للمركبات ذات العجلات في بلاد الرافدين.
- 3500 ق.م – بداية ظهور الصحراء الكبرى: فتحولت من منطقة صالحة للسكن إلى صحراء قاحلة.
- 3500 ق.م – ظهور المدن في مصر القديمة
- 3300 ق.م – الهيرغليفية الأولى.
- 3200 ق.م – عصر الفرعون إري حور من مصر العليا، أقدم من سمي بفرعون.
- 3100 ق.م – الملك نعرمر موحد القُطر المصري وأول فراعنة مصر المُوحدة ومؤسس الأسرة المصرية الأولى.
- 3100 - 2686 ق.م – بداية عصر الأسر المصرية المبكرة
- 3000 ق.م – أقدم نماذج للكتابة السومرية في بلاد الرافدين، في مدن أوروك وشوشان (كتابة مسمارية)

### الألفية الثالثة ق.م
- 3000 - 2000 ق.م – أول تدجين للجمال في الصومال وجنوب الجزيرة العربية.
- 2900 - 2350 ق.م – أول زقورة في سومر.
- 2800 ق.م – بداية انحطاط حضارة الوركاء.
- 2600 - 2350 ق.م – عصر فجر السلالات الثالثة في بلاد الرافدين.
- 2560 ق.م – اكتمال بناء الهرم الأكبر
- 2500 ق.م – أول استئناس للجمال في آسيا الوسطى.[5][6][7]
- 2500 ق.م – أور نانشي أول ملوك سلالة لجش.
- 2340 - 2280 ق.م – عصر سرجون الأكدي مؤسس السلالة الأكدية.
- 2334 - 2154 ق.م – الإمبراطورية الأكدية
- 2254 - 2218 ق.م – وصلت الإمبراطورية الأكدية أقصى امتدادها بعهد الملك نارام سين الأكادي وهو أول من سمي بإله أكد.
- 2200 ق.م – استولى الجوتيون على أكد.
- 2112 - 2094 ق.م – عهد الملك أور نمو مؤسس سلالة أور الثالثة.
- 2111 - 2004 ق.م – سلالة أور الثالثة
- 2052 - 1570 ق.م – المملكة الوسطى في مصر.
- 2004 ق.م – خراب أور على يد العيلاميين.
- 2004 - 1763 ق.م – ظهور العموريين الذين أسسوا عدة دول-مدينة في بلاد الرافدين.
- 2000 ق.م – بداية استخدام الدولاب المحوري في حضارة أندرونوفو ثم استخدامها في عربات الحروب في منطقة القوقاز.

### الألفية الثانية ق.م
- 1900 ق.م – مملكة الحيثيون القديمة في الأناضول
- 1800 ق.م – التمدن عند الكنعانيون
- 1800 - 1200 ق.م – ظهور مدينة أوغاريت عندما أضحت مملكة ساحلية وتاجرت مع مصر وقبرص وبحر إيجه وسوريا والحيثيين وغيرهم.
- 1792 - 1750 ق.م – حكم حمورابي من الأسرة البابلية الأولى حيث امتد حكمه إلى جميع أنحاء بلاد الرافدين، واشتهر بشريعة حمورابي إحدى أقدم التشريعات القانونية.
- 1763 - 1595 ق.م – حكم السلالة البابلية الأولى.
- 1600 - 1360 ق.م – الهيمنة المصرية على بلاد كنعان وسوريا.
- 1594 ق.م – استولى الكيشيون على بابل.
- 1595 - 1155 ق.م – السلالة الكاشية.
- 1550 - 1077 ق.م – المملكة المصرية الحديثة.
- 1500 - 1300 ق.م – حكمت مملكة ميتاني إحدى الممالك الحورية شمال سوريا وجنوب شرق الأناضول.
- 1500 - 539 ق.م – فينيقيا وانتشار أبجديتها على جميع الأبجديات الصوتية الحديثة تقريبا.
- 1457 ق.م – معركة مجدو
- 1380 - 1336 ق.م – الملك الحيثي سابيليوليوما الأول، الذي تحدى مصر للسيطرة على الأراضي ما بين المتوسط والفرات.
- 1370 - 1200 ق.م – عصر الإمبراطورية الحثية.
- 1350 - 1050 ق.م – الإمبراطورية الآشورية الوسطى.

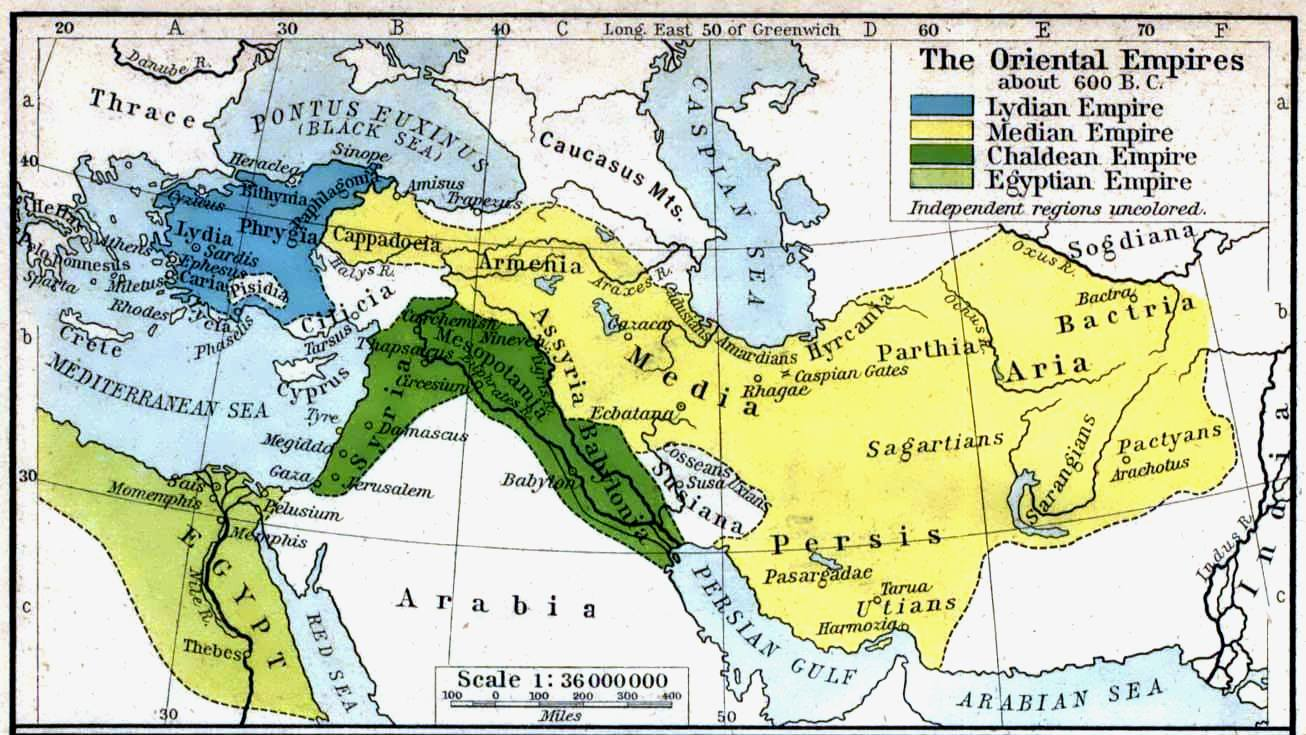
الممالك الشرقية حوالي 600 ق.م

- 1300 ق.م – اكتشاف تقنيات صهر الحديد والحدادة في الأناضول والقوقاز: وهو بداية العصر الحديدي.
- 1274 ق.م – معركة قادش بين الإمبراطورية المصرية تحت حكم رمسيس الثاني والإمبراطورية الحيثية تحت مواتالي الثاني[8] وهي أكبر معارك العجلات جرت على الإطلاق[9]
- 1245 - 1208 ق.م – ضم الملك الآشوري توكولتي نينورتا الأول بابل إلى حكمه، ليكون أول ملك آشوري يلقب نفسه بملك بابل بالإضافة إلى لقب ملك سومر وأكد.
- 1237 ق.م – انتهت معركة نياري بانتصار الآشوريين على الحيثيين للسيطرة على ماتبقى من مملكة ميتاني في آسيا الصغرى والشام
- 1234 ق.م – استولى الآشوريون على بابل.
- 1200 - 1050 ق.م – انهيار العصر البرونزي.
- 1200 ق.م – أقدم نقوش حجرية بالفينيقية محفورة على تابوت الملك أحيرام.
- 1200 - 884 ق.م – غزت شعوب البحر -وهي مجموعات محاربة من البحارة- الأناضول وسوريا وكنعان وقبرص ومصر.
- 1200 - 546 ق.م – عصر المملكة الليدية.
- 1190 ق.م – سقوط حتوساس، عاصمة الحثيين بيد شعوب البحر.
- 1184 ق.م – سقوط طروادة
- 1180 - 700 ق.م – الممالك الحيثية الجديدة
- 1155 ق.م – سقوط بابل بيد العيلاميون.
- 1100 - 539 ق.م – حقبة عيلام الجديدة
- 1087 ق.م – خراب بابل على يد الاشوريون.
- 1070 ق.م - 350 م – حقبة المملكة كوش وهي مملكة أفريقية نوبية في السودان.
- 1102 - 850 ق.م – الفترة التي يعتقد أن هوميروس عاش فيها.
- 1069 - 664 ق.م – فترة مصرية انتقالية ثالثة
- 1050 - 930 ق.م – مملكة إسرائيل الموحدة
- 1041 ق.م – استولى الملك داوود على القدس ومن ثم جعلها عاصمة لمملكة إسرائيل.
- 1004 ق.م – وضع الملك سليمان حجر الأساس للهيكل.

### الألفية الأولى ق.م
- 927 ق.م – اضحت القدس عاصمة لمملكة يهوذا الجنوبية بعد تمزق مملكة اسرائيل.
- 884 - 858 ق.م – بدأ آشور ناصربال الثاني ملك أشور بمشروعه التوسعي، ونقل عاصمته إلى مدينة كالح (نمرود).
- 884 - 612 ق.م – الإمبراطورية الآشورية الحديثة
- 800 - 480 ق.م – الفترة اليونانية القديمة مع ظهور دول المدن والمستعمرات اليونانية وشعر الإغريق الملحمي: بداية العصور الكلاسيكية القديمة.
- 776 ق.م – أول ألعاب أولمبية.
- 745 - 727 ق.م – أدخل تغلث فلاسر الثالث ملك آشور أنظمة مدنية وعسكرية وسياسية متقدمة إلى الإمبراطورية.
- 689 ق.م – دمرت بابل على يد ملك آشور سنحاريب.
- 678 - 549 ق.م – الإمبراطورية الميدية
- 672 - 525 ق.م – الأسرة السادسة والعشرون في مصر.
- 626 - 539 ق.م – الامبراطورية الكلدانية (الإمبراطورية البابلية الحديثة)
- 612 ق.م – سقوط نينوى على يد تحالف البابليون والميديون والفرس والكلدانيون والسكوثيون وكيميريون، أدى ذلك إلى انهيار الإمبراطورية الآشورية الحديثة
- 597 ق.م – استولى الملك نبوخذ نصر الثاني على القدس.
- 587 ق.م - خراب القدس على يد الملك نبوخذ نصر الثاني وتدمير الهيكل.
- 600 أو 576 – 530 ق.م – استولى قورش العظيم على بابل وينشئ الإمبراطورية الإخمينية.
- 550 - 330 ق.م – الإمبراطورية الإخمينية
- 539 ق.م – سقوط بابل
- 537 ق.م – سمح قورش لبنو إسرائيل بالعودة من الأسر البابلي وإعادة بناء الهيكل.
- 522 - 486 ق.م – عهد دارا الأول ثالث ملوك الإخمينيون.
- 516 ق.م – اكتمال بناء الهيكل الثاني.
- 510 - 323 ق.م – العصر الكلاسيكي اليوناني بعد ضمه مناطق شاسعة من الإمبراطورية الفارسية. وتأثير ثقافته القوية على الإمبراطورية الرومانية والحضارة الغربية.
- 500 ق.م – الثورة الإيونية.
- 499 - 449 ق.م – الحروب الفارسية اليونانية التي انتهت بنصر دول المدن اليونانية
- 480 - 479 ق.م – غزا الملك أحشويرش الأول اليونان، مستهلا غزو الفرس الثاني لليونان.
- 477 ق.م – إنشاء الحلف الديلي وهي رابطة من الدول المدن اليونانية بقيادة أثينا.
- 431 - 404 ق.م – الحرب البيلوبونيسية بين اسبرطة وأثينا مما أدى إلى انهاء هيمنة أثينا وإضعاف اليونان.
- 353 - 350 ق.م – بناء ضريح موسولوس في هاليكارناسوس غرب الأناضول.
- 330 ق.م – بدء اسكندر الأكبر بغزو بلاد فارس.
- 323 - 31 ق.م – عصر هلنستي حيث تأثير الإغريق على أوروبا وأفريقيا وآسيا في الفن الهلنستي واستكشاف والأدب والمسرح وعمارة والموسيقى والرياضيات والفلسفة والعلوم.
- 247 ق.م - 224 م – الإمبراطورية الفرثية.
- 100 - 44 ق.م – يوليوس قيصر.
- 31 ق.م – ولادة الإمبراطورية الرومانية بعد معركة أكتيوم.
- 48 ق.م - 642 م – حريق مكتبة الإسكندرية إحدى أكبر وأهم المكتبات في العالم القديم.
- 92 ق.م - 629 م – حروب الروم والفرس.

### الألفية الأولى بعد الميلاد
- 30 - 100 م - عصر الرسل في المسيحية
- 66 - 136 م - الحروب اليهودية الرومانية مما نتج عنها الشتات اليهودي.
- 135 م - الإمبراطور الروماني هادريان يعيد تسمية مقاطعة اليهودية إلى ولاية فلسطين السورية.
- 285 - 628 م - الحروب البيزنطية الساسانية.
- 376 م – ظهور قوي جدا للقوط وغيرهم مما تسبب بسقوط الإمبراطورية الرومانية الغربية.
- 394 م – قمع ثيودوسيوس الأول الألعاب الأولمبية في حملة لفرض المسيحية ليكون دين الدولة الرسمي.
- 330 - 1453 م – الإمبراطورية البيزنطية هي استمرار للإمبراطورية الرومانية في الشرق، وبقيت حتى سقوطها أمام الدولة العثمانية.

## ظهور الإسلام

### الألفية الأولى بعد الميلاد
- 570 - ميلاد محمد.

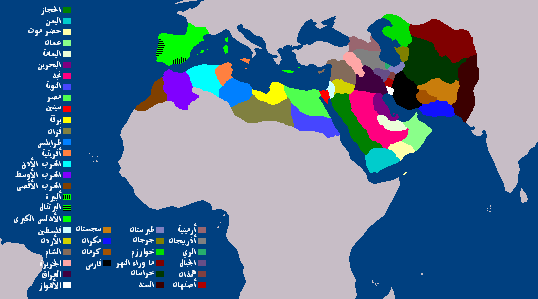
أقاليم الدول الإسلامية الكبرى على مر العصور.

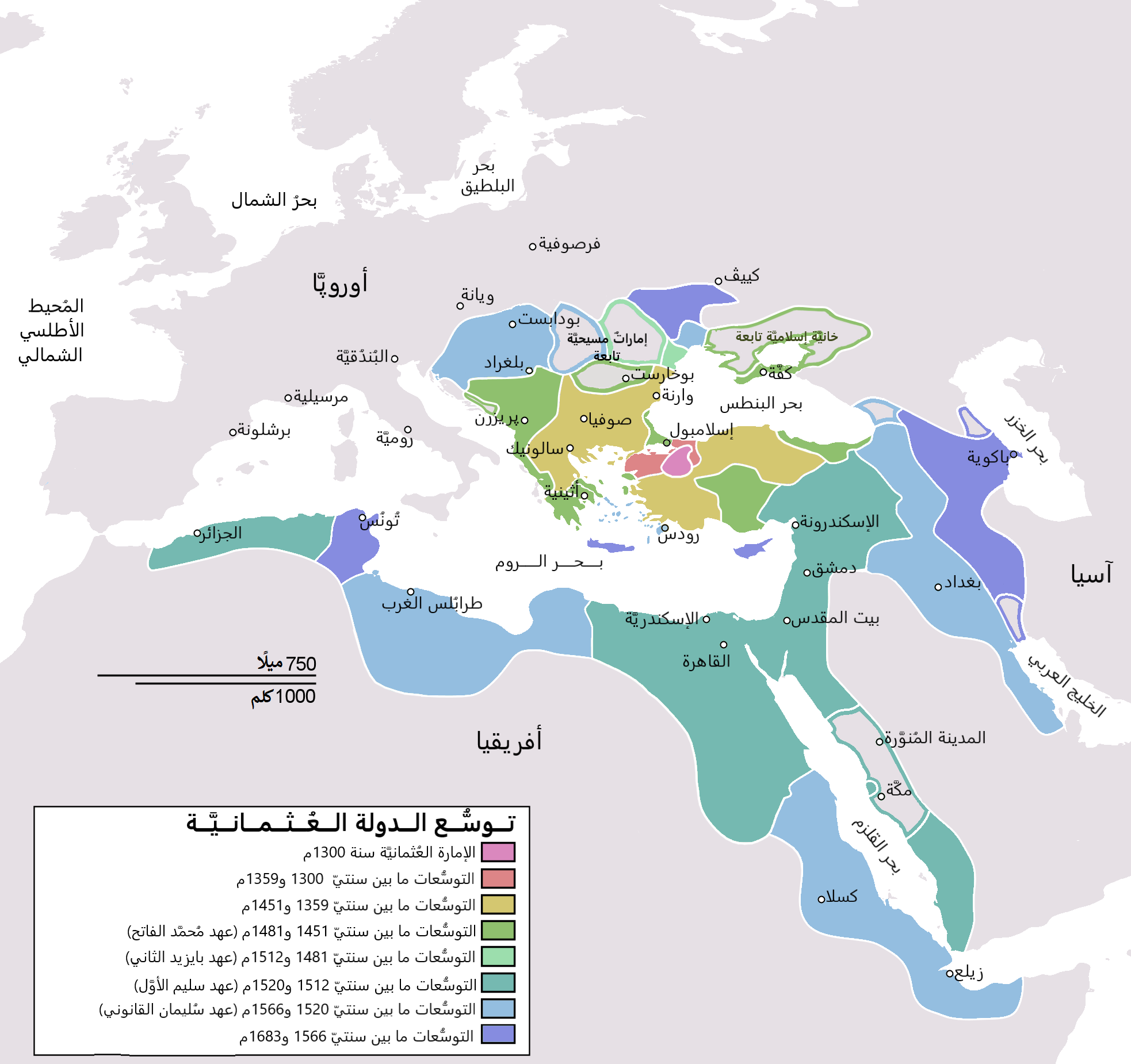
توسّع الدولة العثمانية منذ قيامها حتى بداية دور الركود في سنة 1683.

- 614 - اضطهاد المسلمين من قِبل أعيان قريش والهجرة إلى الحبشة.
- 616 - الهجرة الثانية إلى الحبشة.
- 620 - الإسراء والمعراج.
- 622 - تشريع دستور المدينة مُعلنًا قيام الدولة الإسلامية الأولى.
- 624 - غزوة بدر وطرد يهود بنو قينقاع من المدينة المنورة.
- 626 - حاصر الساسانيون القسطنطينية.
- 629 - 1050 - معركة مؤتة وبدء الحروب الإسلامية البيزنطية.
- 630 - فتح مكة.
- 632 - وفاة محمد واختيار أبو بكر كخليفة
- 632 - 661 - الخلافة الراشدة
- 633 - 651 - الفتح الإسلامي لفارس
- 634 - 641 - الفتح الإسلامي للشام
- 639 - 642 - الفتح الإسلامي لمصر
- 642 - 799 – أضعفت الحروب الإسلامية الخزرية الجيوش الأموية مما تسبب بسقوط دولتهم.
- 642 - 870 - الفتح الإسلامي لأفغانستان
- 656 - 661 - فتنة مقتل عثمان وبداية الحروب الداخلية.
- 661 - 750 - الدولة الأموية
- 670 - 742 - الفتح الإسلامي للمغرب
- 680 - 692 - الفتنة الثانية
- 711 - 718 - الفتح الإسلامي للأندلس
- 711 - 714 - الفتوحات الإسلامية في شبه القارة الهندية
- 719 - 759 - الفتح الإسلامي للغال
- 738 - الفتح الإسلامي للسند.
- 746 - 750 - الثورة العباسية.
- 750 - 1258 - الدولة العباسية.
- 770 - 840 - محمد بن موسى الخوارزمي يطور علم الجبر.
- 801 - 873 - يعقوب بن إسحاق الكندي يُعرب الفلسفة اليونانية والإغريقية ويدخل الأرقام الهندية.
- 803 - جابر بن حيان يكتشف حمض الكبريتيك وغيرها من المواد الكيميائية والأدوات.
- 819 - 999 – الدولة السامانية.
- 810 - إنشاء بيت الحكمة وترجمة علوم الرياضيات والفلك اليونانية والهندية إلى العربية.
- 819 - 999 – الدولة السامانية
- 821 - 873 – الدولة الطاهرية في إيران وبلاد ماوراء النهر
- 827 - 902 - الفتح الإسلامي لصقلية
- 836 - 901 - ثابت بن قرة يطور نظرية تمكن من اكتشاف الأعداد الصديقة الزوجية
- 847 - 871 – إمارة باري
- 861 - 1003 – الدولة الصفارية
- 864 - 930 – أبو بكر الرازي، المدافع عن النظافة ونفسية المرضى، كتب عن القلويات والصودا الكاوية والصابون والغليسيرين والنفتا في كتاب سر الأسرار.
- 909 - 1171 - ظهور الدولة الفاطمية في تونس وامتدادها إلى باقي الأراضي العربية واستقرارها في مصر.
- 929 - 1031 – حكمت الدولة الأموية في الأندلس كامل شبه الجزيرة الأيبيرية.
- 965 - 1091 – إمارة صقلية
- 970 - إنشاء جامعة الأزهر أقدم منشأة إسلامية للتعليم العالي.

### الألفية الثانية بعد الميلاد
- 1037 إلى 1194 - نهوض الدولة السلجوقية تبعها نهاية للهيمة العربية
- 1044 أو 1048 - عمر الخيام يعطي تصنيفًا للدوال التكعيبية مع حلول هندسية باستخدام القطع المخروطي، استخرج الجذر التربيعي باستخدام نظام العد العشري الهندي
- 1096 إلى 1487 - الحملات الصليبية
- 1099 إلى 1160 - الإدريسي، المعروف برسمه بعض من أكثر خرائط العالم القديم تقدمًا.
- 1147 إلى 1269 - الدولة الموحدية، حركة مسلمة بربرية مغربية بدأها ابن تومرت بين المصامدة
- 1171 إلى 1260 - الدولة الأيوبية
- 1213 إلى 1288 - ابن النفيس مكتشف الدورة الدموية الصغرى ويصف آلية الاستنشاق وعلاقته بالدم
- 1218 إلى 1221 - الغزو المغولي لخوارزم، حيث كان بداية الغزو المغولي للدول الإسلامية
- 1241 إلى 1244 - الغزو المغولي للأناضول
- 1258 - قوات الإمبراطورية المغولية تسقط بغداد وتدمر بيت الحكمة، وتنهي العصر الذهبي للإسلام
- 1260 إلى 1323 - غزوات المغول للشام
- 1261 إلى 1517 - الدولة المملوكية في القاهرة
- 1261 إلى 1517 - الخلافة العباسية في مصر
- 1299 إلى 1923 - قيام الدولة العثمانية
- 1300 - ترحيل آخر المسلمين من لوتشرا، إيطاليا
- 1303 - هزيمة المغول في شقحب مما وضع حدا لمعارك محمود غازان
- 1347 - انتشار الطاعون الأسود في العالم القديم.
- 1380 - غياث الدين الكاشي، ساهم في تطوير الكسور العشرية لتقريب الأعداد الجبرية والأعداد الحقيقية مثل باي
- 1393 إلى 1449 - أولوغ بيك
- 1453 إلى 1550 - نهضة الدولة العثمانية
- 1550 إلى 1700 - الفترة الانتقالية للدولة العثمانية
- 1700 إلى 1789 - حقبة الركود والانتعاشات في الدولة العثمانية

## الشرق الأوسط المعاصر
- 1798 - نابليون يقود الحملة الفرنسية على مصر.
- 1828 إلى 1908 - أفول الدولة العثمانية
- 1869 - اكتمال بناء قناة السويس
- 1882 - القوات البريطانية تحتل القاهرة في مصر لتصبح ولاية بريطانية
- 1908 إلى 1922 سقوط الدولة العثمانية
- 1917 -  وزير خارجية بريطانيا العظمى بلفور يسلم رسالة إلى روتشيلد على موافقة الحكومة للسعي اليهودي لإقامة دولة في فلسطين.
- 1918 - بريطانيا وفرنسا يتفقان على تقسيم الدولة العثمانية.
- 1919 إلى 1921 - الحرب السورية الفرنسية
- 1919 إلى 1923 - حرب الاستقلال التركية.
- 1922 - تصريح 28 فبراير
- 1922 - إلى 1923 الانتداب الفرنسي على سوريا ولبنان والانتداب البريطاني على فلسطين.
- 1924 -  إلغاء الخلافة كجزء من إصلاحات أتاتورك
- 1925 - ثورة الشيخ سعيد الكردي ضد الأتراك.
- 1932 - أعلنت السعودية ضم نجد والحجاز
- 1934 - الحرب السعودية اليمنية
- 1935 -  فارس تصبح إيران
- 1937 -  تمرد درسيم وهو من أكبر الانتفاضات الكردية ضد تركيا وخلفت خسائر ضخمة
- 1939 إلى 1945 - عمليات المتوسط والشرق الأوسط في الحرب العالمية الثانية
- 1946 - إمارة شرق الأردن تصبح الأردن
- 1947 - قرار تقسيم فلسطين
- 1948 - إسرائيل تعلن الاستقلال واندلاع حرب 1948
- 1952 - ثورة 23 يوليو في مصر والإطاحة بالنظام الملكي
- 1953 - انقلاب 1953 في إيران
- 1954 - جمال عبد الناصر يصبح رئيسًا لمصر
- 1954 - حلف بغداد
- 1956 - العدوان الثلاثي
- 1961 - حرب كردستان العراق
- 1963 - حزب البعث العربي الاشتراكي يصل للحكم تحت قيادة أحمد حسن البكر وعبد السلام عارف
- 1967 - حرب 1967
- 1968 - معركة الكرامة
- 1967 - الثورة الكردية عام 1967
- 1970 - وفاة جمال عبدالناصر ومحمد أنور السادات يصل للحكم
- 1971 - تآسيس دولةالإمارات العربية المتحدة
- 1971 - استقلال دولةقطر
- 1971 - استقلال مملكةالبحرين
- 1973 - حرب أكتوبر (أو العاشر من رمضان)
- 1975 إلى 1990 - الحرب الأهلية اللبنانية
- 1979 - صدام حسين يصل للحكم
- 1979 - الثورة الإسلامية الإيرانية
- 1980 إلى 1989 - الحرب الإيرانية العراقية
- 1981 - اغتيال محمد أنور السادات
- 1987 إلى 1990 - الانتفاضة الفلسطينية الأولى
- 1990 - الغزو العراقي للكويت
- 1991 - حرب الخليج
- 1993 - إتفاقيات أوسلو
- 1996 - عملية عناقيد الغضب

### الألفية الثالثة بعد الميلاد
- 2000 - الانسحاب الإسرائيلي من لبنان سنة 2000
- 2000 - الإنتفاضة الفلسطينية الثانية
- 2003 - الغزو الأمريكي للعراق
- 2004 - تمرد الحوثيين
- 2004 - اغتيال ياسر عرفات
- 2005 - اغتيال رفيق الحريري
- 2005 - القوات السورية تغادر لبنان نتيجةً لثورة الأرز
- 2006 - الحرب الأهلية العراقية
- 2006 - إعدام صدام حسين
- 2006 - حرب لبنان
- 2009 - حرب غزة 2008-2009
- 2010 - الربيع العربي
- 2011 إلى الآن - الحرب الأهلية السورية
- 2011 - مقتل معمر القذافي
- 2013- الانقلاب العسكري في مصر 30 يونيو.
- 2013 - قيام تنظيم الدولة الاسلامية
- 2014 - سقوط الموصل بيد تنظيم الدولة الاسلامية (داعش)
- 2014 - بداية الحملة العسكرية الدولية بقيادة أمريكا ضد تنظيم الدولة الإسلامية في سوريا والعراق.
- 2015 - انطلاق عمليات عاصفة الحزم
- 2015 - بداية التدخل العسكري الروسي في سوريا
- 2016 - الانقلاب العسكري في تركيا .
- 2017 - اغتيال علي عبد الله صالح
- 2017 - إعلان ترامب القدس عاصمة لإسرائيل
- 2018- انطلاق مسيرات العودة الكبرى في الأراضي الفلسطينية وافتتاح السفارة الأمريكية في القدس.
- 2018- ترامب ينهي الاتفاق النووي مع إيران ويعيد فرض عقوبات عليها وموجة احتجاجات تعم أنحاء إيران بسبب الوضع الاقتصادي.
- 2019- تحرير الباغوز اخر جيب لداعش في العراق وسوريا.
- 2019 - معركة طرابلس في ليبيا.

## اقرأ أيضًا
- تاريخ الشرق الأوسط
- مدن الشرق الأدنى القديم
- الإمبراطوريات
  - مصر القديمة
  - سومر
  - بلاد بابل
  - آشور
  - حيثيون
  - أخمينيون
  - اليونان الهلنستية
  - الإمبراطورية الرومانية
  - الدولة العثمانية
- بلاد الرافدين
  - تاريخ العراق
  - تاريخ سوريا
- الأناضول
  - تاريخ الأناضول
  - تاريخ تركيا
- كنعان
  - تاريخ فلسطين
  - تاريخ الأردن
  - تاريخ لبنان
  - تاريخ قبرص
- تاريخ مصر
  - مصر القديمة
  - المملكة البطلمية
  - مصر الرومانية
  - مصر الإسلامية
  - مصر العثمانية
  - مصر العلوية
  - مصر الحديث
- إيران
- جزيرة العرب
  - اليمن
  - السعودية
  - عمان